# Гекатомбеон
Гекатомбеон (Гекатомвеон, Гекатомбейон) (др.-греч. Ἑκατομβαιών, «месяц жертвоприношения ста быков (Гекатомбы)») — первый месяц аттического года (приходился на июль-август). Как и другие месяцы древнегреческого календаря, отсчитывался по луне, и состоял из 29 или 30 дней.

## Другие названия
- в Эпидавре: Азосий[4]
- в Дельфах: Апеллай[4]
- в Беотии: Гипподромий[4]
- в Этолии: Лапарий[4]
- в Македонии: Лой[5]
Однако, согласно Демосфену, македонский месяц лой соответствовал не гекатомбеону, а боэдромиону[6].
- в Родосе и Косе: Панам[4]
- в Милете: Панемос[4]
- в Фессалии: Филлик[4]

Кроме того:
- Плутарх упоминает, что гекатомбеон ранее именовался кроний[7].

## Праздники

### Общегреческие
- 1-й и последний дни каждого месяца посвящались Гекате. 1-й день каждого месяца посвящался также Аполлону[8] и Гермесу[9].
- 1 гекатомбеона вступали в свои должности государственные служащие[1].
- 12 гекатомбеона проводились праздники, посвящённые богу Хроносу [1] — Кронии.
- 16 гекатомбеона проводились Синойкии[источник не указан 2205 дней].

### В античных Афинах
На гекатомбеон выпадали важнейшие праздники и жертвоприношения в Афинах.
- 3-й, 13-й и 23-й дни каждого месяца — посвящались покровительнице города богине Афине[9].

В её честь проводились Панафинейские игры, во время которых совершалась гекатомба:
- с 25 по 28 гекатомбеона каждый год (за исключением третьего олимпийского года) проводились Малые Панафинеи.
- с 21 по 29 гекатомбеона один раз в четыре года, в третий олимпийский год, проводились Большие Панафинеи.

Три последних дня каждого месяца считались несчастливыми, они посвящались подземным богам.